# Torsten Herrmann

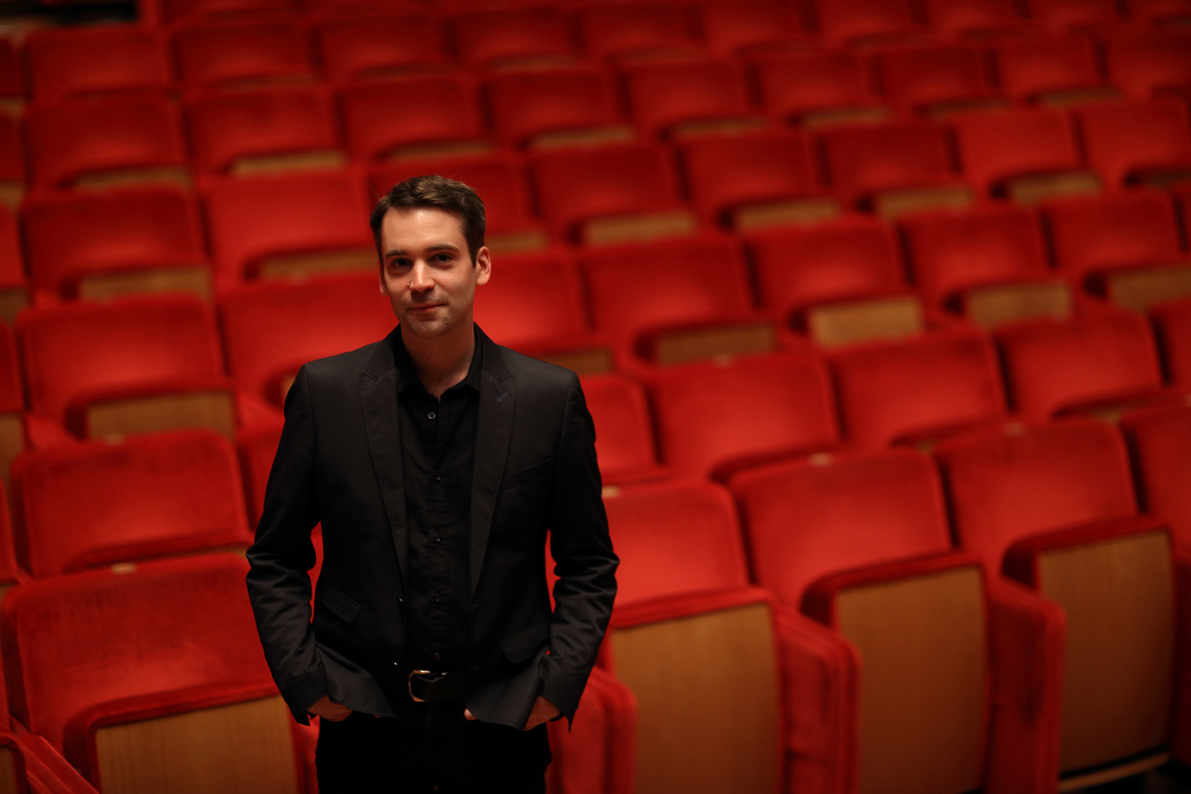
Torsten Herrmann

Torsten Herrmann (* 1981 in Jülich) ist ein deutscher Komponist.

## Leben
Torsten Herrmann studierte Komposition bei York Höller und Klavier bei Klaus Oldemeyer an der Hochschule für Musik und Tanz Köln, Komposition bei Frédéric Durieux, elektronische Komposition bei Yan Maresz und Orchestration bei Marc-André Dalbavie am Conservatoire National Supérieur de Paris sowie Komposition bei Hanspeter Kyburz und elektronische Komposition bei Wolfgang Heiniger an der Hochschule für Musik „Hanns Eisler“ Berlin. Weitergehende Studien führten ihn abermals nach Paris, wo er 2015/16 den Cursus des IRCAM besuchte.
Zu den Interpreten seiner Werke zählen u. a. das Ensemble Modern, das Ensemble intercontemporain, das Münchener Kammerorchester, das Ensemble UnitedBerlin, das Ensemble E-Mex, das Zafraan Ensemble und die Neuen Vocalsolisten Stuttgart sowie die Solisten Guido Schiefen, Hannah Walter, Heike Schuch, Johann Ludwig, Mischa Meyer, Zoé Cartier, Armance Quéro und Violaine Despeyroux.

## Werke (Auswahl)
- „4 Inventionen“ für Violoncello solo (2002–03)
- „Matrjoschka“ für 4 Instrumentalisten (2003–04)
- „Nexus“ für 8 Instrumentalisten (2005–06)
- „Pivot“ für großes Ensemble (2008–10)
- „Suadela“ für 7 Stimmen a cappella (2015–16)
- „Paranoia“ für Viola und live-Elektronik (2016)
- „Tonguecat“ Oper in 11 Szenen (2015–16)
- „Macramé“ für 7 Instrumentalisten (2016)

## Auszeichnungen und Stipendien
- 2016–17 Stipendiat der Villa Massimo Rom
- 2016 Arbeitsstipendium des Else-Heiliger-Fonds der Konrad-Adenauer-Stiftung
- 2015 Stipendiat der Stiftung Künstlerdorf Schöppingen
- 2015 Stipendiat des Künstlerhofs Schreyahn
- 2015 Richard-Wagner-Stipendium des Verbands Braunschweig
- 2014 Stipendiat der Cité Internationale des Arts Paris
- 2014 Stipendiat der Thüringer Landesakademie Sondershausen
- 2012–14 Stipendiat der „Akademie Musiktheater heute“ der Deutschen Bank Stiftung
- 2013 Finalist beim Königin Elisabeth Wettbewerb
- 2012 Franz-Liszt Förderpreis der Hochschule für Musik Weimar
- 2012 Kompositionsstipendium des Berliner Senats
- 2010 1. Preis beim „Freestyle Competition“ des Alvarez Chamber Orchestra London
- 2010 1. Preis beim „Hanns Eisler Wettbewerb“ Berlin
- 2009 Auszeichnung beim „Orchesterworkshop für Komponisten“ mit dem Radio-Sinfonie-Orchester des SWR
- 2006–09 Stipendiat der Studienstiftung des deutschen Volkes
- 2006 Förderstipendium für die 43. Internationalen Ferienkurse für Neue Musik Darmstadt
- 2004 Stipendium für die 42. Internationalen Ferienkurse für Neue Musik Darmstadt
- 2001 1. Preis beim Wettbewerb „Jugend Komponiert“ NRW